# 一真
一真（かずま、1988年4月11日 - ）は、日本の元俳優・元歌手。ヴィジュアル系バンドMANNEQUIN、及びCIANEの元ボーカリスト。

## 略歴
2006年、『プリンセス・プリンセスD』で俳優デビュー。2009年7月、劇団「座☆吐夢」の舞台『伝・久女』に出演。2010年11月16日に芸能界を引退。
音楽活動では、2007年7月にバンドMANNEQUINを結成。2009年8月に活動休止と同時にバンドCIANEを結成。2010年1月11日のライブをもって解散。

## 出演

### テレビドラマ
- プリンセス・プリンセスD （2006年、テレビ朝日） - 森蘭太 役

### 映画
- 剃り残した夏（2009年）

### CD

#### 一真名義
- プリンセス・プリンセスD キャラクターソングシリーズVol.2 幸せの予感(花園音也(中村優一)・源本九郎(渋谷謙人)・森蘭太(一真))

#### MANNEQUIN名義
- Seeds of Empty Flowers
- Empty Flowers
- Zany Zap Comples ♯1(SINCREA・ゴールデンボンバー・MANNEQUIN)

### 写真集
- オフィシャル写真集プリンセス・プリンセスD（2006年8月、新書館）
- プリンセス・プリンセスD　メイキングブック(2006年11月、新書館)